# Maxomys alticola
Maxomys alticola — вид пацюків (Rattini), ендемік гір на півночі Борнео (Малайзія).

## Морфологічна характеристика
Довжина голови й тулуба від 139 до 176 мм, довжина хвоста від 128 до 180 мм, довжина лапи від 32 до 37 мм, довжина вуха від 17 до 22 мм. Волосяний покрив короткий і колючий. Верхні частини блакитнувато-сірі, а черевні частини жовтувато-білі. Лінія поділу по сторонах нечітка. Хвіст такий же, як голова і тулуб, зверху коричневий, знизу жовтувато-білий, дрібно вкритий волоссям.

## Середовище проживання
Мешкає в гірських і горбистих тропічних лісах.

## Спосіб життя
Це наземний вид. Харчується мурахами та іншими дрібними тваринами.